# Adultizam
Adultizam je moć koju odrasli imaju nad decom. Preciznije, adultizam se definiše kao „predrasude ispraćene sistemskom diskriminacijom protiv mladih ljudi“. Sa više filozofske osnove, pojam je takođe definisan kao „pristrasnost prema odraslima... i društvena zavisnost na odrasle ljude, uključujući njihove ideje, aktivnosti i ponašanja“.

## Etimološko poreklo reči

### Stvaranje reči
Reč adultizam korišćena je od strane Paterson Du Boisa 1903. godine. Takođe se pojavljuje u Francuskoj literaturi o psihologiji opisujući uticaj odraslih na decu. Viđen je kao stanje u kome je dete posedovalo telesnu i duhovnu konstituciju nalik odrasloj osobi. Kao primer je dat:
Dvanaestogodišnji dečak i trinaestogodišnja devojčica koji su imali stav i ličnost nalik na odrasle osobe smešteni su u disciplinsku ustanovu zbog krađe i prostitucije. Ove vrste rane zrelosti mogu navesti osobu na „loš put“ i trebalo bi ih prepoznati u ranim periodima razvoja pojedinca.
Ova definicija je prevaziđena u novinarskom članku sa kraja 70-ih koji je predložio da se adultizam definiše kao zloupotreba moći koju odrasli imaju nad decom. Autor je uvideo primere adultizma ne samo kod roditelja, već i kod nastavnika, psihoterapeuta, sveštenika, policije, sudija i porote.

### Upotreba reči
Adultizam je definisan kao "ponašanja i stavovi zasnovani na pretpostavci da su odrasli bolji od mladih ljudi, i da su stoga nadređeni mladima bez ikakvog dogovora". Takođe je viđen kao "Zavisnost na ponašanja, ideje, uverenja i postupke odraslih". Adultizam je popularno korišćen kako bi se opisala bilo koja vrsta diskriminacije nad mladim ljudima i razlikuje se od Ageism-a, koji je jednostavno bilo koja predrasuda zasnovana na godinama života i ne mora konkretno biti usmerena protiv mladih. Adultizam je na prvi pogled prouzrokovan strahom od dece i mladih. Pretpostavlja se da je 'adultizam, koji je povezan sa slikom osobe o sebi i koji se potkrepljuje odbacivanjem i isključivanjem dece, uvek bio prisutan u zapadnoj kulturi'.
Flečer smatra da se adultizam izražava kroz društvo na tri načina:
- Adultizam ponašanja: Lična osećanja, pretpostavke i verovanja koja stvaraju stav osobe prema mladim ljudima. Ovo se takođe naziva internalizovani (unutrašnji) adultizam.
- Kulturni adultizam: Zajednička ponašanja, uključujući verovanja i običaje, koji promovišu pretpostavku da su samo zbog njihovih godina odrasli superiorni u odnosu na sve ostale koji to nisu. Ovo se takođe naziva društveni adultizam.
- Strukturalni adultizam: Normalizacija i priznanje istorijskih, kulturnih, institucionalnih i međuljudskih dinamika koje rutinski daju prednost odraslima, istovremeno proizvodeći kumulativne i hronične negativne posledice za mlade. Ovo se takođe naziva institucionalni adultizam.

Studija Instituta za kriznu prevenciju o rasprostranjenosti adultizma dosla je do zaključka da postoji povećan broj lokalnih omladinskih orgranizacija koje se bave ovim problemom. Na primer, lokalni program u Ouklendu, Kaliforniji na svom web sajtu opisuje adultizam kao uticaj koji "ometa razvoj mladih, naročito njihovo samopoštovanje i samopoimanje kao i sposobnost da stvaraju zdrave odnose sa odraslima pa čak i da vide odrasle kao saveznike".

### Slični pojmovi
Adultizam se koristi kako bi se opisalo ugnjetavanje dece i mladih ljudi od strane odraslih, na njega se gleda kao na pojam istovetne moći i uticaja na živote mladih kao i rasizam i seksizam. Tretira se kao generalizacija paternalizma, koja omogućava širok uticaj muškaraca odraslog doba i može se iskusiti u infantilizaciji dece i mladih. Pedofobija (strah od dece) i epbifobija (strah od mladih) su bili predloženi kao nešto sto prethodi adultizmu. Tokofobija, strah od porođaja, takođe može prethoditi adultizmu. Gerontofobija, odnosno njen akronim, gerontokratija mogu biti proširenja adultizma.
Slični pojmovi kao što je starosna privilegija, adultarhija i adulcentrizam su bili predloženi kao alternative, odnosno morfološki rečeno istovetni pojmovi. Neki aktivisti adultizam drugačije zovu “jutizam” (eng. Youthism) ili “čildizam” (eng. Childism) izjednačavajući ga sa seksizmom ili heteroseksizmom. Suprotnost adultizmu je jeunizam (eng. Jeuinism), koji se definiše kao preferiranje mladih i adolescenata u odnosu na odrasle.
Barem jedna istaknuta organizacija definiše diskriminaciju mladih kao ejdžizam (eng. Ageism), koji je bilo koja vrsta starosne diskriminacije. Nacionalna asocijacija za prava mladih tvrdi da je ejdžizam prirodniji i razumljiviji pojam od adultizma i stoga mnogo više korišćen među mladima koji su pod uticajem ove diskriminacije.  Zagovornici upotrebe ejdžizma takođe veruju da je normalno da se stariji ljudi bore protiv vida starosne diskriminacije protiv njih.  Medjutim, nacionalna organizacija zvana Youth On Board protivi se ovome, argumentujuci da “oslovljavati adultističko ponašanje nazivajući ga ejdžizmom je samo po sebi diskriminacija protiv mladih”.

## Uzroci
U svom prvobitnom članku iz 1978. godine Flašer objašnjava da se adultizam rađa kao verovanje da su deca inferiorna, smatrajući da se adultizam može ispoljavati kao negovanje, posesivnost ili prestrogost, pri čemu su svi oni, svesno ili nesvesno, usmereni na preteranu kontrolu deteta.  Ona se povezuje sa psihološkom projekcijom ili cepanjem, procesom tokom koga ‘pojedinac koji poseduje moć pripisuje svoje nesvesne, nerešene seksualne i agresivne probleme’ detetu  - ‘koji su istovremeno i tamna i svetla strana, te stoga dolazi do podele na božansko (eng. Divine Child) i zaostalo dete'.

Nedavno su teolozi Hiter Iton i Metju Foks izneli tvrdnju da - “Adultizam proističe iz toga što odrasli potiskuju dete koje se “nalazi u njima”. Džon Holt navodi sledeće, “Razumevanjem adultizma možete početi da shvatate šta mislim kada kažem da je većina onoga što je poznato kao dečija umetnost ustvari izum odraslih”. Ovo gledište donekle podržava Maja Andželou koja navodi sledeće:
“Svi smo mi kreativni, ali do trenutka kada napunimo tri ili četiri godine neko je već izbio kreativnost iz nas. Neki ljudi ućutkuju decu kada krenu da prepričavaju doživljaje. Deca plešu u njihovim krevetcima, ali roditelji insistiraju da budu mirni. U vreme kada kreativni ljudi napune deset ili dvanaest godina želeće da budu kao i svi ostali.”

## Dokaz postojanja
Anketa sprovedena 2006/2007. od strane Engleske alijanse za dečija prava i Nacionalnog dečijeg biroa ispitala je 4,060 dece i mladih po pitanju da li su ikada bili nepravedno tretirani na osnovu različitih kriterijuma (rase, starosti, pola, seksualne opredeljenosti…). Ukupno 43% anketiranih mladih u Britaniji izjasnilo se da su iskusili starosnu diskriminaciju, daleko više nego diskriminaciju bilo koje druge vrste, medju kojima su: polna (27%), rasna (11%) i seksualna orijentacija (6%).

## Klasifikacija
Pored Flečera, i drugi eksperti su naveli više oblika adultizma, nudeći tipologiju koja uključuje internalizovani adultizam, institucionalizovani adultizam, kulturni adultizam i druge oblike.

### Internalizovani adultizam
U publikaciji objavljenoj od strane W.K. Kelog Fondacije, profesor Mičigenskog Univerziteta Beri Čekovej tvrdi da internalizovani adultizam uzrokuje da mladi “preispituju sopstveni legitimitet i sumnjaju u svoju sposobnost da naprave razliku” i ukorenjuje “kulturu tišine” medju mladim ljudima.
Istraživačka studija zaključuje da - “Adultizam nas još kao decu ubeđuje da se deca ne računaju”, kao i da “nama [deci] postaje veoma bitno da dobijemo priznanje od odraslih i budemo u dobrim odnosima s njima, čak i ako to znači izdati naše vršnjake. Ovaj aspekt internalizovanog adultizma vodi pojavama kao što su cinkarenje rođaka ili ulizivanje nastavniku, što su samo neki od primera.“
Drugi primeri internalizovanog adultizma uključuju mnoge forme nasilja nad decom i mladima od strane odraslih koji oživljavaju nasilje sa kojim su se oni susreli kao mladi, kao što je fizička kazna, seksualno zlostavljanje, verbalno zlostavljanje, društveni incidenti koji uključuju propise prodavnica kojima se mladima zabranjuje ulazak bez prisustva odrasle osobe, kao i isterivanje mladih sa određene teritorije od strane policije, nastavnika ili roditelja bez opravdanog razloga.

### Institucionalni adultizam
Institucionalni adultizam može biti očigledan u bilo kom slučaju sistemske pristrasnosti, gde se formalizovana ograničenja ili zahtevi daju ljudima samo zbog njihovih godina. Polise, zakoni, organizacione strukture, i sistematične procedure služe kao mehanizmi za održavanje i usađivanje adultizma u društvu. Ova ograničenja se često pojačavaju kroz fizičku silu, prinudu ili policijske akcije i obično se vide kao dupli standardi. Ovaj postupak se sve više posmatra kao oblik gerontokratije.
Institucije koje podržavaju adultizam mogu da uključuju povereničke, pravne, edukacione, javne, religijske, i vladine sektore zajednice. Literatura socijalne politike je identifikovala adultizam kao ''kontekst socijalne nejednakosti i ugnjetavanja dece, u kom se deci poriču ljudska prava i gde su deca žrtve zlostavljanja i eksploatacije.''
Vidi još:
- Usvojenje novih roditelja
- Pristup zdravstvenoj zaštiti[35]
- Kohabitacija sa rođacima/bliskim prijateljima

- Pristup kontracepciji
- Emancipacioni zakoni u datoj državi/zemlji
- Sloboda veroispovesti
- Policiziranje
- Volontersko zaposlenje

kao i:
- Pravni problemi koji utiču na adolescenciju

### Kulturni adultizam
Kulturni adultizam je mnogo dvosmisleniji, ali istovremeno i preovlađujući oblik diskriminacije i netolerancije prema mladima. Bilo kakva ograničenja ili eksploatacija ljudi zbog njihovih godina, suprotna njihovim mogućnostima, shvatanjima, ili sposobnostima, se mogu razumeti kao adultistična. Ova ograničenja se često pripisuju terminima koje koriste odrasli samo na osnovu godina, kao što su ''bolja procena'' ili ''mudrost godina''. Urednik časopisa o roditeljstvu komentariše da ''Ljudi najčešće drugačije razgovaraju sa decom nego sa odraslima, i takođe, često se drugačije ponašaju prema njima.'' Dati primer rezimira kulturni adultizam. Za primere pogledati:
- Estetika[37]
- Zlostavljanje dece
- Književnost za decu
- Dečja radna snaga
- Grupni pritisak
- Dečja prostitucija
- Žrtveni jarac
- Stereotipi o supkulturama mladih
- Siromaštvo
- Jaz nezaposlenosti u starosnom razdoblju izmedju 18 i 25 godina
- Moralizam
- Duševna bolest

## Rezultati

### Socijalno raslojavanje
Starosna diskriminacija se pojačano prepoznaje kao neka forma fanaticizma u socijalnim i kulturnim okruženjima širom sveta. Povećan broj socijalnih institucija smatra da deca i tinejdžeri spadaju u ugnjetavane manjinske grupe. Veliki broj mladih se bori protiv adultističkih mitova stvorenih putem masovnih medija između sedamdesetih i devedesetih godina proslog veka.
Istraživanje sačinjeno iz dva izvora (Nacionalna studija Kornel univerziteta i studija o mladima Harvard univerziteta) pokazala je da socijalno raslojavanje među starosnim grupama dovodi do predrasuda i generalizacije; poput stalno održavanog mita putem medija da su adolescenti nezreli, nasilni i buntovni. Protivnici adultizma tvrde da je to podstaklo sve veći broja mladih, akademika, istraživača, i drugih da se bore protiv adultizma i starosne diskriminacije organizovanjem obrazovnih programa, protestnim iskazima i stvaranjem organizacija posvećenih iznošenju ovog problema u javnost i dizanju opšte svesti o istom.
Istovremeno, istraživanje pokazuje da mladi ljudi koji imaju problema sa adultizmom unutar organizacija lokalne zajednice imaju veliki uticaj na same organizacije poput svojih kolega, odraslih koji rade sa njima i veće zajednice kojima organizacija pripada.

### Kulturološki odgovori
Postoji više negativnih uticaja adultizma uključujući epbifobiju (strah od mladih) na povećanje jaza među generacijama. Reakcioni socilološki odgovor na adultizam ima formu pokreta za prava dece, koji vode mladi ljudi koji se bore protiv izrabljivanja za njihov rad. Mnoštvo populističkih tržišta su zaduženi za borbu protiv adultizma, pre svega muzike i filmova. Takođe, mnogi napori vezani za promenu statusa mladih su dodatno reagovali na adultizam, posebno oni povezani sa aktivizmom mladih i aktivizmom studenata, od kojih se svaki u svom domenu borio sa efektima institucionalnog i kulturnog adultizma.

### Akademski razvoj
Povećan broj vladinih, akademskih i obrazovnih institucija širom sveta su stvorile metod, sprovele istraživanja i napravile publikacije koje odgovaraju na mnoge insinuacije i implikacije adultizma. Veliki deo rada popularnog istraživača Margaret Mid se može smatrati reakcijom na adultizam. Današnji istraživači čiji radovi analiziraju efekte adultizma uključuju sociologa Majk Mejlsa i kritičkog teoretičara Henri Žirua. Ova tema se takođe od skoro obrađuje u štivu psihologije oslobođenja.

## Ukazivanje na problem adultizma
Bilo koje neživo ili živo ukazivanje na adultizam se može smatrati za "adultističko". Ovo se može odnositi na ponašanja, metode, postupke, institucije ili osobe pojedinačno.
Prosvetni radnik Džon Holt predlaže da je podučavanje odraslih o adultizmu ključni korak ka podizanju svesti o problemu adultizma, i da bi najmanje jedna organizacija i jedan nastavni program postigao upravo to. Nekoliko predavača su stvorili nastavni program koji takođe stremi da obuči mlade o adultizmu. Trenutno, Ujedinjene nacije se ubrajaju u organizacije koje reaguju na negativne uticaje adultizma i koje su sprovele veliki broj istraživanja uz prepoznavanje potrebe da se suprotstave adultizmu kroz metode rada i programe. Konvencija za prava dece ima posebne Odredbe (5. i 12.) koje su posebno posvećene borbi protiv adultizma. Internacionalna organizacija za borbu za ljudska prava je učinila isto.
Uobičajena praksa prihvata da su angažovanje "glasa mladih" i formiranje partnerstva između mladih i odraslih ključni koraci u borbi protiv adultizma.
Neki drugi načini borbe protiv adultizma uključuju programe koje predvode mladi kao i učestvovanje u organizacijama koje vode mladi ljudi. Ovo su dva načina na koje deca mogu da pojačaju svoju aktivnost i uklone predrasude prema odraslima. Programi koje predvode mladi omogućavaju da se mišljenja mladih čuju i uzmu u obzir. Preuzimanje kontrole nad svojom autonomijom može deci takođe pomoći da zauzdaju svoju seksualnost. Udaljavanje od okvira adultizma vodi udaljavanju od ideje da deca nisu sposobna da obrade informacije o seksu i njihovoj seksualnosti. Prihvatajući činjenicu da su deca spremna da uče o sebi će smanjiti količinu dezinformacija koje dobijaju od vršnjaka i omogućiti im da dobiju tačnu informaciju od osoba koje su obučene o datoj temi.

## Kriticizam
U svojoj najekstremnijoj formi, definicija adultizma onih koji zagovaraju tretiranje adultizma kao problema društva je "više ili manje svesna, nekontrolisana i skrivena zloupotreba moći odraslog nad detetom... što daje moć odraslima nad decom samo po sebi”. Takav napad na bilo koju moć odraslog može se podstaći onim što se zove ”homunculus ideja o deci... previše odraslih koji se ponašaju kao deca su Mali Odrasli. Oni ne shvataju da dete ima potpuno drugačije probleme od odraslih ljudi".
U svojoj slabijoj formi, ”adultizam je zloupotreba moći i ne odnosi se na normalne odgovornosti koje odrasli imaju prema deci. Stoga, ”ukazivanje na problem adultizma nije izvrtanje strukture moći ili njeno potpuno uklanjanje; već razbijanje adultizma uključuje preispitavanje odluka".